# Nassourdine Imavov
Nasourdin Abdoulazimovitch Imavov (Em russo: Нассурдин Имавов, tr. Нассурдин Имавов (nascido em 1 de março de 1995) é um lutador de MMA russo mas que compete pela bandeira da França que compete na divisão Peso Médio do Ultimate Fighting Championship. Em 11 de fevereiro de 2025, era o 1º no ranking dos médios do UFC.

## Carreira e vida pessoal
Aos 10 anos, Imavov começou a lutar boxe quando chegou com sua família em Salon-de-Provence . Depois disso, descobriu o MMA e, aos 19 anos, mudou-se para Paris com seu irmão mais velho Daguir, onde se juntaram à fábrica de MMA de Fernand Lopez.

## Carreira de artes marciais mistas

### Início de carreira
Iniciando sua carreira profissional em 2016, Imavov compilou um recorde de 8-2. Estava em uma sequência de 5 vitórias consecutivas antes de assinar com o UFC, período durante o qual ele conquistou o título meio-médio da Thunderstrike Fight League e uma derrota no primeiro round do ex-meio-médio do UFC Jonathan Meunier no ARES FC 1 em 14 de dezembro. 2019.

### Campeonato de luta final
Imavov fez sua estreia no UFC contra Jordan Williams em 4 de outubro de 2020 no UFC on ESPN: Holm vs. Alda . Ele venceu a luta por decisão unânime.
Imavov enfrentou Phil Hawes no UFC Fight Night: Blaydes vs. Lewis em 20 de fevereiro de 2021. Apesar de uma tempestade tardia por Imavov, ele perdeu a luta por decisão da maioria.
Imavov enfrentou Ian Heinisch em 24 de julho de 2021 no UFC on ESPN: Sandhagen vs. Dillashaw. Ele venceu a luta por nocaute técnico no segundo round.
Imavov enfrentou Edmen Shahbazyan em 6 de novembro de 2021 no UFC 268. Ele venceu a luta por nocaute técnico devido a cotoveladas na posição de crucifixo no segundo round.
Imavov está programado para enfrentar Kelvin Gastelum em 9 de abril de 2022, no UFC 273.

## Campeonatos e conquistas

### Artes marciais mistas
- Liga de Luta Thunderstrike
  - Campeonato Welterweight TFL (uma vez)

## Recorde de artes marciais mistas
| Cartel no MMA   |             |            |
| 14 lutas        | 11 vitórias | 3 derrotas |
| Por nocaute     | 5           | 0          |
| Por finalização | 4           | 1          |
| Por decisão     | 2           | 2          |

| Res. | Cartel | Oponente             | Método                        | Evento                               | Data                   | Round | Tempo | Local                                  | Notas                                  |
| ---- | ------ | -------------------- | ----------------------------- | ------------------------------------ | ---------------------- | ----- | ----- | -------------------------------------- | -------------------------------------- |
| Win  | 11–3   | Edmen Shahbazyan     | TKO (elbows)                  | UFC 268                              | 6-11-2021              | 2     | 4:42  | New York City, New York, United States |                                        |
| Win  | 10–3   | Ian Heinisch         | TKO (knee and punches)        | UFC on ESPN: Sandhagen vs. Dillashaw | 24-7-2021              | 2     | 3:09  | Las Vegas, Nevada, United States       |                                        |
| Loss | 9–3    | Phil Hawes           | Decision (majority)           | UFC Fight Night: Blaydes vs. Lewis   | 20-2-2021              | 3     | 5:00  | Las Vegas, Nevada, United States       |                                        |
| Win  | 9–2    | Jordan Williams      | Decision (unanimous)          | UFC on ESPN: Holm vs. Aldana         | 4 de outubro de 2020   | 3     | 5:00  | Abu Dhabi, United Arab Emirates        | Return to Middleweight.                |
| Win  | 8–2    | Jonathan Meunier     | TKO (punches)                 | ARES FC 1                            | 14 de dezembro de 2019 | 1     | 4:27  | Dakar, Senegal                         | Catchweight (176 lb) bout.             |
| Win  | 7–2    | Mateusz Głuch        | Submission (kimura)           | Thunderstrike Fight League 18        | 28-9-2019              | 1     | N/A   | Kozienice, Poland                      | Won the TFL Welterweight Championship. |
| Win  | 6–2    | Francesco Demontis   | Submission (rear-naked choke) | Devil's Cage                         | 26-7-2019              | 1     | 2:26  | Quartu Sant'Elena, Italy               | Middleweight debut.                    |
| Win  | 5–2    | Gregor Weibel        | Decision (unanimous)          | City Cage MMA                        | 17-5-2019              | 3     | 5:00  | Luzern, Switzerland                    |                                        |
| Win  | 4–2    | Gary Formosa         | TKO (punches)                 | Centurion FC 2                       | 4-11-2017              | 1     | 2:02  | Paola, Malta                           |                                        |
| Loss | 3–2    | Michał Michalski     | Decision (unanimous)          | Fight Exclusive Night 19             | 14-10-2017             | 3     | 5:00  | Wrocław, Poland                        | Fight of the Night.                    |
| Win  | 3–1    | Paul Lawrence        | TKO (punches)                 | Centurion FC 1                       | 13-5-2017              | 1     | 2:43  | Paola, Malta                           |                                        |
| Win  | 2–1    | Yanis Cheufre        | Submission (brabo choke)      | Fight Night One 4                    | 8-4-2016               | 1     | 2:32  | Saint Étienne, França                  |                                        |
| Win  | 1–1    | Said Magomed Tachaev | Submission (rear-naked choke) | Gladiator Fighting Arena 3           | 5-3-2016               | 1     | 3:20  | Nîmes, France                          |                                        |
| Loss | 0–1    | Ayadi Majdeddine     | Submission (guillotine choke) | 100% Fight 27                        | 24-2-2016              | 1     | 4:49  | Paris, France                          | Welterweight debut.                    |